# Säcklestrecken

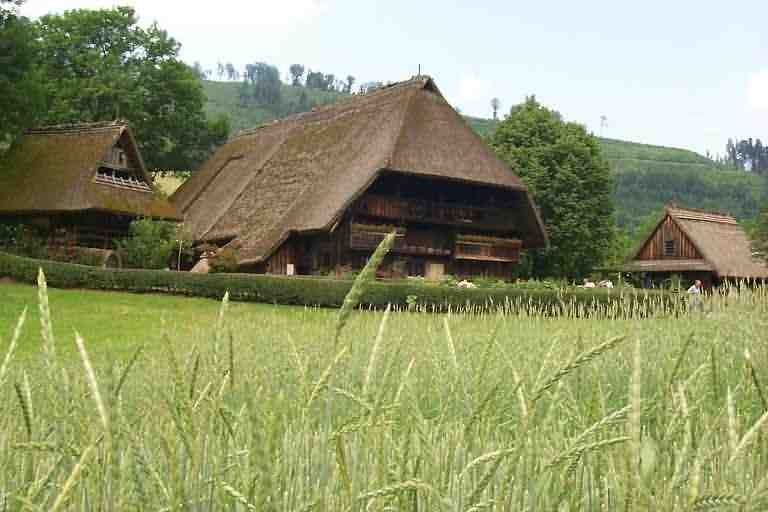
Schwarzwälder Freilichtmuseum Vogtsbauernhof

Säcklestrecken ist ein heute noch selten ausgeübter Brauch im mittleren Schwarzwald. Der Brauch wird anlässlich der herbstlichen Hausschlachtung auf den Schwarzwaldhöfen von Jugendlichen ausgeführt und hatte ursprünglich den Zweck, den Armen des Dorfes auch Fleisch und Wurst zukommen zu lassen.
An eine Bohnenstange wird ein Leinensäckchen gebunden, der einen Schandbrief enthält. Dieser Schandbrief ist traditionell in gereimter Form verfasst und ist eine humoristische Auflistung der "Missetaten" des Bauern bzw. der zum Hof gehörigen, er endet mit der Drohung, die aufgelisteten Schandtaten zu veröffentlichen. Die Säcklestrecker schleichen sich, im Dunkel der Nacht, an den Hof und klopfen mit der Bohnenstange gegen das Fenster und verstecken sich anschließend.
Der Bauer ist nun gehalten, dieses Säckchen mit Fleisch und Würsten zu füllen und die Stange wieder an den Ort zurückzustellen. Dann legen sich wiederum die männlichen Mitglieder des Hofes sowie der Metzger und seine Gesellen auf die Lauer, um die Säcklestrecker zu erwischen. Bei der Abholung entbrennt daher meist eine wilde Verfolgungsjagd. Wird einer der Säcklestrecker erwischt, so färbt man sein Gesicht mit Ruß schwarz und zwingt ihn, mit auf den Rücken gebundenen Händen Metzelsuppe zu essen.